# Sali Berisha
Sali Ram Berisha (Tropojë, 15 de octubre de 1944) es un político, cardiólogo y profesor albanés que se desempeñó como presidente de Albania de 1992 a 1997 y como el 32.º primer ministro de Albania de 2005 a 2013. Berisha se ha desempeñado como presidente del Partido Democrático de Albania desde 2022. Anteriormente ocupó el cargo de presidente de 1990 a 1992 y de 1997 a 2013. Es el líder de la oposición en Albania.
Se le ha prohibido la entrada en Estados Unidos y el Reino Unido, acusado de "participación en corrupción significativa" y vínculos con grupos de delincuencia organizada y delincuentes que representan un "riesgo para la seguridad pública en Albania".
El 9 de septiembre de 2021, Berisha fue expulsado del Grupo Parlamentario del Partido Democrático por el presidente del partido, Lulzim Basha, debido a problemas legales con el Departamento de Estado de Estados Unidos. Esta decisión llevó a Berisha, de 79 años, a iniciar un movimiento nacional para destituir a Basha como líder del Partido Demócrata, lo que provocó una gran ruptura en las estructuras internas del partido, entre los partidarios de Berisha y Basha.
El 30 de diciembre de 2023, Berisha fue puesto bajo arresto domiciliario debido a la presunta corrupción durante su mandato como primer ministro. Fue puesto en libertad tras una orden judicial el 27 de noviembre de 2024.

## Biografía
Nacido en el seno de una familia campesina de fe musulmana asentada en el distrito norteño de Tropojë, una tierra de montañas pegada a la frontera con Yugoslavia.
Después de que su padre se convirtiera en funcionario del Partido del Trabajo de Albania, Berisha disfrutó de una educación superior y luego graduado como médico en 1967, por la Universidad de Tirana, donde también realizó su especialización en cardiología. Desarrolló su carrera profesional con mucho éxito como médico y profesor, siendo reconocido en el ámbito nacional y europeo, y contando al interior de su país con los privilegios que conllevaba ser uno de los galenos favoritos de los líderes del Partido del Trabajo Albanés, al cual estaba afiliado desde 1971. Dicho partido era el preponderante en el país desde el final de la Segunda Guerra Mundial.
Es miembro honorario de la Fundación Internacional Raoul Wallenberg.

## Actividades políticas
A partir de 1969, entró a formar parte del Partido Comunista de Enver Hoxha en el poder (Partido Albanés del Trabajo – PPSH). Continuo militando en el Partido Comunista hasta el año 1989/1990, iniciendo a manifestarse a favor de la liberalización política y las reformas económicas.
En 1989, coincidiendo con la caída del Socialismo en la Europa del bloque soviético y bajo la impresión causada por el derrocamiento de Nicolae Ceausescu en Rumanía, Berisha se unió a otros intelectuales, estudiantes y trabajadores en el planteamiento de la demanda de reformas políticas a Ramiz Alia, el introvertido sucesor de Hoxha en la Secretaría del PPS, que también ocupaba la Presidencia de la República Popular Socialista. El cardiólogo, sin embargo, en su primera demostración de impetuosidad política, fue más allá y exigió al régimen la abolición del monopolio del partido y la adopción del capitalismo.

## Presidente de Albania (1992-1997)
A partir de ahí, junto a un grupo de destacados intelectuales y estudiantes universitarios emprendió una campaña por la apertura del gobierno albanés, tras el inicio de la caída del comunismo en Europa oriental, exigiendo el fin del monopolio comunista sobre la economía y la política nacional. Entonces participa en la fundación, en 1990, tras la aceptación del multipartidismo, del Partido Democrático de Albania, que pasa a liderar junto a Gramoz Pashko y lo convierten rápidamente en la canalización de la oposición al régimen. En las primeras elecciones pluralistas, Berisha se convirtió en diputado de su partido, que se convirtió en la segunda fuerza del parlamento, detrás de los comunistas. Pronto se convirtió en el único líder del partido, lideró una durísima oposición al nuevo gobierno comunista y tras lograr la convocatoria de elecciones, fue elegido presidente de la república en 1992 y gobernó como tal hasta su renuncia el 24 de julio de 1997, tras el triunfo de Partido Socialista en las elecciones del 29 de junio de ese año.
La derrota de Berisha fue provocado por la ruinosa crisis de los «fondos piramidales», que habían contado con el estímulo de su Gobierno, bajo el pretexto de la expansión del sistema crediticio. Muchos albaneses de la ciudad y el campo confiaron sus escasas propiedades a esos fondos, que ofrecían elevadas tasas de interés y tras meses de euforia y optimismo por el sistema, lo perdieron todo. Ello desencadenó un descontento explosivo, que se concretó en el saqueo de los cuarteles militares y depósitos de armas. En marzo de 1997 se desencadenó un levantamiento armado en el sur del país. La ONU envió el 14 de abril una Fuerza de Protección Multinacional de 7000 soldados. Una relativa calma solo volvió tras la dimisión de Berisha.

## Primer ministro (2005-2013)
En 2005 fue nombrado primer ministro, luego de ser modificado el sistema político para dar más peso a la jefatura de gobierno frente a la del Estado. El tribunal electoral tuvo cientos de demandas de manipulación de votos y serios problemas para proclamarle vencedor. El retorno de Berisha al poder en Albania, ahora como primer ministro, suscitó reacciones diversas en los gobiernos e instituciones de la Unión Europea, que no olvidaban su turbulenta trayectoria en los años precedentes. 
Tras su llegada al poder, ha insistido en su deseo de que Albania se una a la Unión Europea, sin embargo, se le exige la erradicación de la corrupción al interior del país para incluirse como candidato. Al respecto, Berisha ha prometido "erradicar la corrupción que está destruyendo el país". La empresa adquiría características de cruzada personal, a la luz de lo manifestado por el dirigente:

Asumo la responsabilidad de esta lucha ante los albaneses y ante el mundo entero, porque Albania no puede ser un exportador del crimen organizado a Europa, sino un miembro digno de la gran familia europea
Sali Berisha

En junio de 2009, los demócratas declararon una estrecha victoria en las elecciones parlamentarias. La alianza de Berisha se quedó a un escaño de la mayoría y tuvo que unir fuerzas con un partido socialista escindido, el Movimiento Socialista para la Integración de Ilir Meta, para retener el poder. Berisha nombró a Meta para el cargo de vice primer ministro y al mismo tiempo ministro de Asuntos Exteriores, y más tarde ministro de Economía, Comercio y Energía. Era la primera vez desde el inicio de la democracia multipartidista en 1991 que un partido gobernante se veía obligado a formar parte de una coalición debido a que no había obtenido suficientes escaños por sí solo.
En 2009, durante el gobierno encabezado por Berisha, se construyeron más de 10.000 km de carreteras, conectando más de 900 aldeas con los municipios y 169 municipios con la infraestructura vial nacional con carreteras pavimentadas. Cabe mencionar la carretera Tirana-Elbasan y, en particular, la carretera Durrës-Kukës, también conocida como la "Carretera de la Nación", porque conectaba el vecino Kosovo con la ciudad de Durrës. Este último cruza Albania de este a oeste y es el mayor proyecto de carretera en la historia de Albania. La construcción de esta carretera fue criticada por el Partido Socialista.
En 2011, refiriéndose a Oriente Medio, Berisha dijo: "La paz entre Israel y los palestinos debe pasar por negociaciones directas y garantizando la seguridad de ambos Estados... La solución debe traer plena seguridad a ambos estados, pero no he visto ningún apoyo para la aceptación y el reconocimiento del Estado de Israel".
Bajo su liderazgo, Albania dio varios pasos en el desarrollo sostenible. En el Índice de Desempeño Ambiental 2012, el país ocupó el cuarto lugar entre 132 países, manteniendo un crecimiento promedio del PIB de 5,1% entre 2007 y 2011. En 2012, el país producía más del 96 por ciento de la energía a través de recursos hidroeléctricos renovables. Por sus importantes logros y contribuciones al desarrollo sostenible, fue galardonado con el Premio Internacional de Sostenibilidad Fray en 2012.
Tras la derrota de su partido en las elecciones parlamentarias de 2013, Berisha dimitió como líder del partido, pero permaneció en el Parlamento.